# Koude acquisitie
Koude acquisitie is een in het bedrijfsleven gebruikte term voor het ongevraagd benaderen van particulieren of bedrijven waarbij de verkoper en mogelijke koper elkaar (nog) niet kennen. Het oogmerk van de verkoper is iets aan de andere partij te verkopen. Dit kan het verkopen van een product of dienst (bijvoorbeeld een verzekering of een aanbieding van een energiebedrijf) zijn, maar kan ook het verkopen van een afspraak ten doel hebben. Het benaderen kan zowel in-persoon zijn als telefonisch. Een vertegenwoordiger van een bedrijf gaat bijvoorbeeld bedrijventerreinen af om te proberen een gesprek te krijgen met iemand van een bedrijf (dit wordt ook wel colportage genoemd). Meestal geschiedt koude acquisitie echter via de telefoon; daarom worden ook wel de termen cold-calling of cold-canvassing gebruikt.
Koude acquisitie wordt veelal geassocieerd met telemarketing, bijvoorbeeld callcenters die 's avonds bellen naar een huisadres. Dat is een vorm van koude acquisitie door middel van ongevraagde consumentenbenadering. Dit leidt vaak tot irritatie bij de ongevraagd lastiggevallen partij, vandaar dat miljoenen telefoonbezitters zich inmiddels bij het 'bel-me-niet-register' hebben aangemeld.
Veel bedrijven maken ook gebruik van koude acquisitie om het b2b-segment (business to business) te benaderen. Daarbij hebben ze veelal de bedoeling om te komen tot een afspraak met een nieuwe klant. Belangrijke aspecten bij koude acquisitie zijn:
- voorbereiding
- begroeting
- openingszin
- elevatorpitch (een 30-seconden presentatie)
- omgaan met tegenwerpingen
- omgaan met secretaresses
- timing
- klik krijgen met de (potentiële) klant
- concentratie
- standvastigheid

Naast telefoon wordt ook veel gebruik gemaakt van e-mail en van professionale platforms zoals LinkedIn. Ook worden zakelijke seminars en conferenties vaak gebruikt om contact te leggen met mgelijke nieuwe klanten.
Bij warme acquisitie bestaat er al een band tussen verkoper en mogelijke koper.

## Cold calling
Cold calling is een Engelse term die binnen de marketing, meer in het bijzonder de persoonlijke verkoop, refereert aan het benaderen van personen die nog geen relatie met de onderneming hebben. Doorgaans gebeurt dit per telefoon.
De persoon die gebeld wordt verwacht dit gesprek niet en heeft hier ook niet om gevraagd. Dit maakt cold calling voor veel (tele)marketeers een onaangename en zeer lastige bezigheid, omdat veel mensen die benaderd worden de marketeer afwijzen, ophangen of anderszins negatief reageren.
Ook buiten het direct verkopen wordt cold calling gebruikt. In de Amerikaanse situatie worden mensen voor een verkiezing vaak gebeld om de kwaliteiten van een bepaalde kandidaat te belichten. Ook komt cold calling binnen de recruitmentbranche voor. Headhunters bellen dan individuen op die ze niet kennen, of proberen via de telefoniste bij een werknemer met een speciale (gezochte) functietitel te komen. Het doel is zowel het vinden van mogelijke klanten als geschikte kandidaten.
Het succes van cold calling is erg afhankelijk van de kwaliteit van het bestand waarmee begonnen wordt. Ondernemingen kunnen met een telefoonboek beginnen of met een (gekochte) database waarin personen staan, waarvan - gebaseerd op bepaalde kenmerken - een redelijke verwachting bestaat dat ze interesse in het aanbod kunnen hebben.
Cold calling voor aandelen en effectendiensten is in Nederland verboden.